# Ufficio degli affari speciali
L'Ufficio degli affari speciali (in inglese Office of Special Affairs o OSA) è un dipartimento della Chiesa di Scientology.

## Caratteristiche
Secondo quanto affermato dalla stessa Scientology, questo ufficio ha la responsabilità per gli affari legali, le pubbliche relazioni, la pubblicizzazione dei lavori volti al miglioramento sociale condotti da Scientology e controllare il suo programma di riforma sociale. Alcuni osservatori esterni alla chiesa hanno equiparato OSA a un'agenzia di spionaggio, comparandola talvolta alla CIA e al KGB.
Il dipartimento è stato oggetto di forti critiche per avere preso di mira i critici di Scientology attraverso operazioni di dead agenting. OSA ha infatti organizzato diverse operazioni per distruggere l'immagini di molti critici di Scientology.
OSA è il dipartimento che ha preso il posto dell'ormai defunto Guardian's Office che fu responsabile dell'operazione Biancaneve. Sia il defunto Guardian Office che l'attuale Ufficio per gli affari speciali sono inquadrati nel dipartimento 20 nell'organigramma di Scientology.

## Storia
Il Guardian's Office fu istituito nel 1966 con il compito di proteggere gli interessi di Scientology e raccogliere informazioni su enti e individui ritenuti nemici dell'organizzazione.  Compito del Guardian's Office fu anche quello di monitorare gli scientologist e in particolar modo coloro che potevano apparire eretici o possibili defezionisti. L. Ron Hubbard mise sua moglie, Mary Sue Hubbard, a capo del Guardian's Office e il quartier generale fu posto inizialmente nel maniero di Saint Hill, in Inghilterra.  Il Guardian's Office funzionò come agenzia di intelligence della chiesa di Scientology posizionando i propri membri in punti chiave all'interno della agenzie governative statunitensi al fine di accedere a materiale confidenziale. Il Guardian's Office fu sciolto nel 1983 e la maggior parte delle funzioni furono assegnate al nuovo Ufficio degli Affari Speciali.

## I metodi di OSA
Garry Scarff è stato un membro operativo di OSA. Numerose sue dichiarazioni riguardano il modo in cui si lavora all'interno di OSA, Scientology ha contestato queste dichiarazioni. In una deposizione giurata resa tra luglio e agosto del 1993 nel processo Church of Scientology International vs. Steven Fishman and Uwe Geertz  Scarff disse ".. una volta, fui inviato a Chicago in Illinois per uccidere, simulando un incidente d'auto, Cynthia Kisser che era il direttore esecutivo del Cult Awareness Network". L'omicidio della Kisser non ebbe luogo, Scarff affermo: " non avrei potuto danneggiare o uccidere nessuno". L'avvocato di Scientology Kendrick Moxon ha definito Scarff un bugiardo, inoltre Scarff è stato accusato di tenere un atteggiamento ambivalente sia nei confronti di Scientology sia nei confronti del Cult Awareness Network.
L'avvocato Graham E. Berry è stato ripetutamente oggetto di fair game da parte di OSA. In un caso, il 14 maggio del 1994, OSA impiegò l'investigatore privato Eugene Ingram per sollecitare false dichiarazioni da Robert Cipriano al fine di costruire false accuse di crimini in capo a Berry. La falsa costruzione dei crimini si ritorse contro Scientology quando Cipriani si rese conto che a corromperlo era stata la chiesa di Scientology e ritirò quindi le accuse contro Berry.
Tory Christman, una volontaria in servizio a OSA dichiarò che l'organizzazione assumeva investigatori privati, costruiva false prove di crimini e molestava i propri obiettivi sia sul posto di lavoro sia nel proprio ambito familiare.